# Thérèse Le Prat
Thérèse Le Prat o Thérèse Cahen com a nom de fonts (Pantin, 19 de març de 1895 - Neuilly-sur-Seine, 6 de març) va ser una fotògrafa francesa coneguda al principi, pels seus treballs fotogràfics a Cambodja, Tonquin i Annam que va dur a terme amb la companyia marítima francesa Messageries maritimes i més tard, pels seus retrats de persones del món literari, artístic i científic, en especial els actors de teatre van ser la seva principal font d'inspiració.També és reconeguda dins el món de la literatura, ja que va ser autora de diversos llibres.

## Vida privada
Thérèse Cahen va néixer a Pantin el 1895. Va ser una apassionada de la música i va estudiar violí. El 1924 es va casar amb l'editor Guillaume Le Prat i aquest li va regalar una càmera de fotografiar Rollex com a obsequi del seu divorci, amb la qual iniciaria la seva carrera fotogràfica. Es va convertir en fotògrafa professional i va treballar especialment, de 1931 a 1938, per a la Compagnie Des Messageries Maritimes per Àsia, Àfrica i Oceania.
Durant la Segona Guerra Mundial, i donat que era jueva, va marxar de París per refugiar-se a Lió. En acabar la guerra, el novembre de 1944, es va casar amb Philippe Stern historiador d'art francès i conservador del museu Guimet. Paral·lelament, es va decantar per especialitzar-se en el retrat, i en particular, a partir de 1947, en el retrat d'actors captats amb el maquillatge escènic dels personatges que interpretaven.
La seva obra sobre el món del teatre es va publicar a Visages d'acteurs pel 1950, i a Autres visages d'acteurs el 1952, on hi ha, per exemple, retrats d'Arletty actuant a l'obra Un tramvia anomenat Desig (en una adaptació de Jean Cocteau), Jean-Paul Belmondo actuant en la comèdia Oscar (dirigit per Jacques Mauclair ), Gérard Philipe a El Cid (adaptat per Jean Vilar) o Maria Casarès en una versió francesa de Sis personatges a la recerca d'un autor (dirigida per Julien Bertheau). Inspirada pel teatre asiàtic i l'art africà, també va publicar la col·lecció Masque et destin el 1955, després el 1959 Le Masque et l'Humain. Durant diversos anys, en col·laboració amb el mim Wolfram Mehring, va treballar en les diferents expressions d'una mateixa cara, obra que va ser presentada en l'exposició al Museu d'Arts Decoratives de París, el 1962 i publicada el 1964 en una col·lecció titulada Un seul visage en ses métamorphoses.

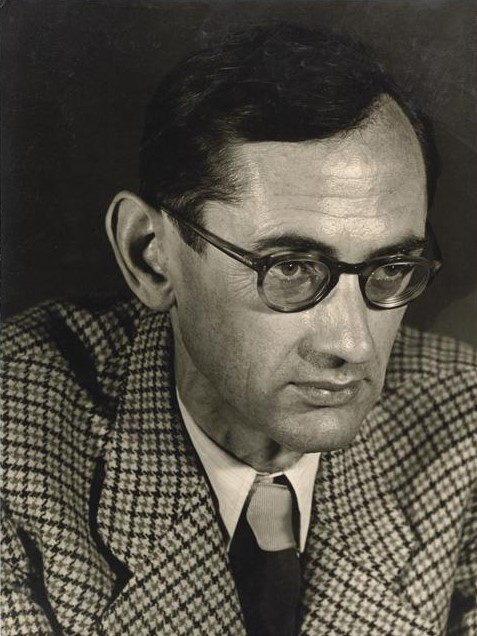
Retrat de Thierry Maulnier per Thérèse Le Prat el 1952.

Va morir el 1966.

## Publicacions
- Visages d'acteurs, Paris, Arts et métiers graphiques, 1950.
- Autres visages d'acteurs, Paris, Arts et métiers graphiques, 1952.
- Le Petit python explorateur, Paris, Arts et métiers graphiques, 1953. (Amb la col·laboració de Philippe Stern)
- Masques et destins, Paris, Olivier Perrin, 1955.
- Jean-Louis Barrault, Hambourg, Hœppner, 1957.
- Le Masque et l'humain, Paris, La Colombe, 1959.
- Un seul visage en ses métamorphoses, Paris, Plon, 1964.
- En votre gravité, Visages, Paris, Vilo, 1966. (Amb la col·laboració de Philippe Stern).

## Principals exposicions
- 1940 - Tropiques tristes, París, Grand Palais.
- 1950 - Visages d'acteurs, París, galeria Chez Loize.
- 1952 - Autres visages d'acteurs, París, llibreria Bonaparte.
- 1953 - Le Petit python explorateur, Paris, llibreria Bonaparte.
- 1953 - Salon national de la photographie, París (exposició col·lectiva).
- 1955 - Masques et destins, París, llibreria Bonaparte.
- 1956 - Gens d'images, Paris, galeria d'Orsay (exposició col·lectiva).
- 1957 - Deuxième biennale de la photographie, Niça (exposició col·lectiva)
- 1959 - Le Masque et l'humain, París, museu de les Arts Decoratives.
- 1961 - Saló nacional de la fotografia, París, biblioteca nacional (exposició col·lectiva).
- 1962 - Un seul visage en ses métamorphoses, París, museu de les Arts Decoratives.
- 1976 - Thérèse Le Prat, Photographies, Tunis, ambaixada de França en Tunísia.
- 1981 - Hommage à Thérèse Le Prat, Bièvres, Museu francés de la fotografia.
- 1994 - Spectacles, París, Hotel de Sully (exposició col·lectiva).
- 1995 - Thérèse Le Prat, París, Hotel de Sully.
- 2023 - Ha format part de les artistes presentades dins de l'exposició «Artistes voyageuses, l'appel des lointains – 1880-1944» al palau de la Lumière d'Évian i després al museu de Pont-Aven.[6]